# Дюна (роман)
«Дю́на» (англ. Dune) — эпический научно-фантастический роман американского писателя Фрэнка Герберта, впервые опубликованный в 1963—1965 годах в виде серии глав в журнале Analog Science Fiction and Fact и в 1965 году впервые изданный отдельной книгой. Книга, сделавшая Герберта знаменитым, была удостоена премий Хьюго и Небьюла. «Дюна» — один из самых известных научно-фантастических романов XX века.
Действие «Дюны» происходит в галактике далёкого будущего под властью межзвёздной империи, в которой феодальные семейства владеют целыми планетами. «Дюна» рассказывает историю молодого аристократа по имени Пол Атрейдес, чья семья получает в управление планету Арракис. В пустынях Арракиса добывают особое вещество — «пряность», необходимое для космических перелётов. После военного переворота Пол вынужден скрываться среди жителей пустынь — фрименов — и в итоге поднимает их на священную войну против империи. «Дюна» соединяет в себе черты научно-фантастического и философского романа, используя экзотические для американской фантастики 1960-х годов ближневосточные (арабские и персидские) имена и образы для создания многослойного повествования, затрагивающего, среди прочего, темы политики, религии, технологии и экологии.
Роман стал первой частью объёмной медиафраншизы. В последующие годы Герберт написал ряд романов-продолжений — цикл, известный под названием «Хроники Дюны». Уже после смерти Герберта его сын Брайан и писатель Кевин Андерсон опубликовали ещё несколько романов, действие которых происходит в той же вселенной. Роман лёг в основу нескольких экранизаций, в том числе фильма Дэвида Линча, выпущенного в 1984 году, и  фильма Дени Вильнёва, компьютерных и настольных игр. Как сам роман, так и его адаптации оказали большое влияние на массовую культуру, став источником вдохновения для многих других произведений — в частности, серии фильмов «Звёздные войны». C 2009 года вымышленные географические названия и имена персонажей романа используются астрономами для именования объектов на поверхности Титана.

## История создания

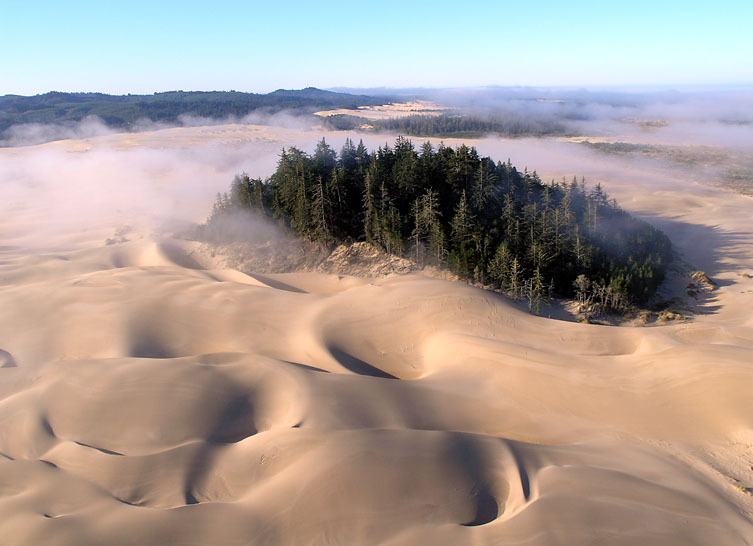
Национальная зона отдыха Орегон-Дьюнс близ Флоренса, штат Орегон. Пески Орегон-Дьюнс вдохновили Герберта на создание «Дюны».

После публикации романа «Дракон в море» Герберт в 1957 году посетил городок Флоренс в Орегоне, расположенный на орегонском побережье, где Департамент сельского хозяйства США экспериментировал с использованием специальных трав для контроля за передвижением песчаных дюн. Статья Герберта о дюнах «Они остановили движущиеся пески» не была завершена и опубликована только десятилетия спустя в «Пути к Дюне», но это исследование вызвало у Герберта интерес к экологии.
Герберт провёл следующие пять лет в исследованиях, написании и постоянном пересмотре имеющегося материала, что в конечном счёте привело к созданию романа «Дюна», который был издан по частям в Analog Science Fiction с 1963 по 1965 год в виде двух коротких произведений, Мир Дюны и Пророк Дюны.

## Мир «Дюны»
Действие романа происходит в отдалённом будущем в галактической империи человечества. Люди описываемой эпохи отказались от мыслящих машин, роботов, компьютеров (это связано с имевшим место восстанием машин), и сделали упор на развитии своих мыслительных и экстрасенсорных способностей. Земля, современные нам религии и национальности остались в почти позабытом прошлом.
Мир «Дюны» — монархическая аристократическая империя, покрывающая всю известную галактику, где Великие Дома управляют целыми планетами. Монополист в межзвёздных транспортировках — Космическая гильдия. Гильдейские навигаторы — мутанты, которым особое вещество меланж (также известное как спайс, или пряность) даёт способность без каких-либо компьютеров вести корабли сквозь свёрнутое пространство. Из-за этого меланж — самое драгоценное вещество в известной Вселенной. Он также известен своими гериатрическими свойствами, замедляющими старение. Длительное употребление меланжа делает белки и радужку глаз синими, потому глаза у фрименов, гильдейских навигаторов, некоторых ментатов (в частности, Питера Де Вриса) и многих Бене Гессерит синие — «глаза ибада».
Планета Арракис, также называемая Дюной, — единственный источник меланжа. Дюна также знаменита своими гигантскими песчаными червями, обитающими в пустыне. Они загадочным образом связаны с существованием пряности. Жители Арракиса, горожане и фримены, выживают в жарком и сухом климате планеты благодаря особому отношению к воде: они собирают и перерабатывают все выделения своего тела, а фримены из тел умерших перед погребением экстрагируют воду для дальнейшего использования. Вода на Дюне — наивысшая ценность и даже стоит дороже, чем пряность во всей остальной галактике.

## Сюжет
История начинается с того, что управление планетой Арракис по воле императора Шаддама IV переходит от монополии Дома Харконнен к их давним врагам, Дому Атрейдес. Герцог Лето Атрейдес принимает планету, измученную тиранией Харконненов, с нищим населением, главная ценность для которого — вода. Герцог Лето сулит жителям Дюны превратить их планету в рай.
Барон Владимир Харконнен не хочет отказываться от привилегий, которые даëт управление Дюной, и вражда между домами вспыхивает с новой силой. Ободрённые тайной поддержкой Императора, желающего стравить два дома, Харконнены готовят военный переворот и склоняют к предательству Юэ — личного доктора герцога. После неудачных покушений на Пола, сына герцога, солдаты Харконненов, поддержанные сардукарами (отборными войсками) Императора, совершают открытую агрессию и сокрушают дом Атрейдес, с которым враждовали в течение многих поколений. Барон захватил Лето, но тем не менее упустил сына герцога — Пола Атрейдеса и его мать — леди Джессику, наложницу герцога. Тем удалось сбежать в пустыню, где они попадают к фрименам — аборигенам пустыни, которые становятся главным оружием молодого герцога в его борьбе с Харконненами. Лето погибает при неудачной попытке убить барона.
Пол узнаёт, что леди Джессика была предпоследним звеном к появлению Квисатц Хадераха — конечного продукта долгого генетического эксперимента ордена Бене Гессерит по созданию «Бене Гессерит» мужского пола, способного заглядывать в память предков как по мужской, так и по женской линиям. Женщины ордена способны полностью управлять своими физиологическими процессами, поэтому от герцога Лето у неё должна была родиться дочь, предназначенная для Фейд-Рауты — племянника барона Владимира Харконнена (при этом сама леди Джессика — дочь барона Харконнена, о чём ей на тот момент неизвестно), что также было частью генетической программы Бене Гессерит. Но из-за любви к герцогу Лето Джессика родила ему сына Пола, который и стал Квисатц Хадерахом — первым мужчиной, обладающим силой Бене Гессерит.
Пол принимает имя «Муад’Диб» и становится настоящим фрименом, он учится ездить на песчаных червях и находит свою любовь — юную фрименку Чани. Фримены признают в Поле своего лидера, предсказанного им в пророчестве мессию — махди. Муад’Диб не хочет возглавлять джихад народов пустыни, но предназначение оказывается выше него. У Джессики рождается Алия — сестра Пола, зачатая незадолго до гибели Лето. Из-за того, что во время беременности Джессика приняла наркотик ясновидения, Алия обладает необычайными способностями.
Харконнены при попустительстве императора вытесняют фрименов с их земель. Барон Харконнен назначает губернатором планеты глупого и жестокого Раббана, надеясь, что его зверства настроят против него местное население. Орудие новой интриги барона — его племянник Фейд-Раута. Когда он сменит ненавистного Раббана, народы Арракиса будут его боготворить. Барон и племянник, упиваясь властью, уже всерьёз задумываются над свержением Императора.
Муад’Диб возглавляет восстание людей пустыни против Харконненов, его признают вождём и главой племён и бывшие слуги дома Атрейдес. Пол ведёт их в бой, оседлав песчаных червей, через взорванную часть Барьерной Стены. Дом Харконнен исчезает под ударом фрименов, Раббан погибает в бою, Владимира убивает Алия с помощью отравленной иглы, а Фейд-Рауту убивает Пол в поединке. Муад’Диб становится всевластным правителем Арракиса. Правящий Дом Коррино и Космическая гильдия вынуждены принять его условия, они признают Пола императором, а Арракис — новой столицей, иначе Пол грозится уничтожить источник меланжа — песчаных червей. В качестве обоснования своих притязаний Пол вынужден отказаться от женитьбы на Чани и пойти на династический брак с дочерью Шаддама IV — принцессой Ирулан, однако он делает Чани своей официальной наложницей и обещает ей, что не будет делить ложе с Ирулан.

## Персонажи

### Дом Атрейдес
- Пол Атрейдес — главный герой романа, наследный герцог Дома Атрейдес, впоследствии Муад’Диб — предводитель фрименов. Обучен матерью методам ордена Бене Гессерит, имеет способности ментата. Продукт тысячелетнего евгенического эксперимента ордена, завершившийся не так, как планировалось — Джессика родила герцогу Лето мальчика вопреки предписанию рожать только девочек. Пол взошёл на императорский престол, свергнув Шаддама IV и разгромив Дом Харконнен.
- Лето Атрейдес — правящий герцог Дома Атрейдес, отец Пола и Алии. Кузен Дома Коррино. Отважный, добрый и честный человек, всегда беспокоившийся о благополучии своих подданных. По приказу императора Шаддама IV покинул свою родную планету Каладан и переселил свой Дом на Арракис, прекрасно понимая, какую игру затеял император вместе с Харконненами и что он обречён. Погиб в плену у Харконненов при попытке отравить барона ядовитым газом.
- Леди Джессика — воспитанница ордена Бене Гессерит. Наложница и единственная спутница герцога Лето, мать Пола и Алии, впоследствии Преподобная Мать фрименов. Тайная родная дочь барона Владимира Харконнена, рождение которой было запланировано и сокрыто орденом Бене Гессерит. Герцог Лето всегда жалел, что не мог жениться на ней из-за политики.
- Алия Атрейдес — сестра Пола, родившаяся уже на Арракисе после гибели отца. Девочка со сверхъестественным восприятием, унаследованным у матери.
- Гурни Халлек — воин-трубадур, фанатично преданный Дому Атрейдес и лично герцогу Лето. Обучал Пола воинскому искусству, впоследствии стал его близким другом и соратником. Военачальник Дома Атрейдесов. В прошлом спасён герцогом от рабства у «Зверя» Раббана, убившего всю его семью и оставившего ему огромный шрам. После гибели герцога Лето Халлек со своим отрядом примкнул к контрабандистам и мог покидать Арракис, а позже вернулся на службу герцогу Полу Атрейдесу. Великолепно играет на балисете; знаток старинных стихов, песнопений и афоризмов.
- Дункан Айдахо — оружейный мастер Дома Атрейдес и офицер по особым поручениям, также тренировал Пола. Имел прямой и честный характер. Убит во время нападения сардаукаров, защищая Пола и Джессику.
- Суфир Хават — старый ментат и мастер-убийца, служивший Дому Атрейдес на протяжении трёх поколений и сохранивший им верность даже после смерти Лето и вынужденной службы у Харконненов. Начальник службы безопасности герцога. Один из учителей Пола. Хават был одним из самых известных и способных ментатов, его опасался даже Шаддам IV. Суфир отказался убить Пола и умер от яда, введённого ему в тело.
- Веллингтон Юэ — доктор школы Сукк на службе Дома Атрейдес, врач и преподаватель. Харконнены принудили Веллингтона служить двойным агентом, удерживая в заложниках его жену Ванну. Парализовав герцога дротиком, он, тем не менее, дал ему возможность отомстить барону Харконнену, вложив в рот раскусываемую капсулу с ядовитым газом. Также он подготовил снаряжение для спасения Джессики и Пола, и в том числе герцогскую печать, символ легитимной власти Атрейдесов. Барон обманул доктора, надеявшегося на встречу с Ванной. Юэ был убит Питером де Врисом, как и его жена.

### Дом Харконнен
- Владимир Харконнен — сиридар-барон (правящий барон) Дома Харконнен. Хитрый и расчётливый вождь, основа власти которого — интриги, репрессии, рабство и страх, что делает его полной противоположностью герцогу Лето. Описывается как невероятно толстый человек, не способный удержаться на ногах под собственным весом без помощи небольших антигравитационных устройств. В молодости был падок на женщин, но к концу жизни, явив свою бисексуальную природу, стал предпочитать молодых мужчин. Убит Алиёй Атрейдес с помощью отравленной иглы.
- Фейд-Раута Харконнен — на-барон (наследный барон) Дома Харконнен, младший племянник барона. Ему уже не терпится возглавить Дом Харконненов, для этого он даже предпринимает несколько покушений на своего дядю и при помощи Хавата опутывает барона сетью своих людей, но искушённый в интригах и жестокости старик раскрывает его планы и наказывает. Искусный воин. Убит Полом в поединке.
- Глоссу «Зверь» Раббан Харконнен — граф-регент, полномочный наместник Харконненов на Арракисе, старший брат Фейда-Рауты. Нещадно терроризировал планету и выжимал из неё все соки по приказу своего дяди-барона, чем восстановил против себя всё население Арракиса. Убит в битве при Арракине.
- Питер Де Врис — «совращённый» ментат на службе у Дома Харконнен. После разгрома Атрейдесов на Арракисе, по замыслу барона, должен был стать регентом, но был убит пленным герцогом Лето, когда тот пытался отравить барона. Из-за его смерти барону пришлось снова поставить во главе планеты Раббана, а новым ментатом на службе у Харконненов стал Хават.
- Иаким Нефуд — подручный барона, капитан его личной охраны, назначенный после гибели своего предшественника, не сумевшего обнаружить капсулу с ядом у герцога Лето и тут же поплатившегося за это жизнью. Туповат, но исполнителен и расторопен; склонен к употреблению наркотиков.

### Дом Коррино
- Шаддам Коррино IV — падишах-император известной Вселенной, глава Дома Коррино. Свергнут с трона Полом и сослан на Салусу Секундус.
- Ирулан Коррино — принцесса, старшая дочь Шаддама IV, воспитанница ордена Бене Гессерит. Взята Полом в законные жёны с целью приобрести статус императора. Впоследствии стала его личным биографом.
- Падишах-император Эльруд IX — отец Шаддама Коррино IV.

### Фримены
- Лиет Кайнс (в других переводах Лиет-Кинес) — имперский планетолог Арракиса, ставший тайным предводителем фрименов. Поначалу относился к Атрейдесам с хорошо скрываемой враждебностью, но узнав их поближе, переменил своё к ним отношение и стал их союзником. Спас Джессику и Пола от сардаукаров и за это был наказан Харконненами, те, не желая открыто убивать слугу императора инсценировали катастрофу топтера и бросили Лиета медленно умирать под палящим солнцем без дистикомба.
- Чани — фрименка, дочь Лиета Кайнса, племянница Стилгара. Избранница и спутница Муад’Диба, мать его детей. Способная воительница, мудрая и сообразительная женщина. Джессика поначалу не одобряла выбор сына, но позже смирилась и полюбила Чани.
- Стилгар — вождь фрименов, наиб съетча Табр; друг и приближённый Муад’Диба, многому его научивший. Мудрый и грамотный вождь, руководствующийся в своих действиях больше здравым смыслом, чем тупым следованием традициям и законам.
- Джамис — воин Стилгара, обладавший весьма буйным нравом. Первая жертва Пола, не в пример Стилгару, будучи ортодоксом Джамис потребовал ритуальной дуэли с иноземцем и пал от его руки. Полу, согласно традиции достались его жилище, жена Хара и двое сыновей.
- Шадоут Мэйпс — служанка и домоправительница в доме Атрейдесов в Арракине. Преподнесла криснож в дар Леди Джессике, убедившись, что она — та самая Преподобная Мать из древнего пророчества. Убита доктором Юэ при попытке поднять тревогу и сообщить герцогу Лето о предательстве.
- Рамалло — Преподобная Мать фрименов. Престарелая женщина, перед смертью передавшая свой титул и свою генетическую память Джессике.

### Остальные персонажи
- Гайус-Хелен Мохиам — Преподобная Мать при падишахе-императоре, проктор школы ордена Бене Гессерит. Наставница Джессики.
- Хасимир Фенринг — граф, близкий друг императора, посол по особым поручениям и наёмный убийца. Как и Пол, продукт эксперимента Бене Гессерит с генеалогией и очень уязвлён этим. Нарушает прямой приказ Шаддама IV и отказывается убить Пола, проникнувшись к тому симпатией и сочувствием, как к подобному себе.
- Леди Марго Фенринг — супруга графа Фенринга, воспитанница ордена Бене Гессерит. Симпатизирует Леди Джессике и предупреждает её об опасностях в Арракинском замке, используя тайный код ордена. Джессика, в свою очередь, несколько завидует Марго: граф всё-таки женился на ней, в то время как сама Джессика — лишь наложница герцога из-за политической необходимости. Впрочем, отношения между Марго и её мужем исключительно платонические.

## Переводы на русский язык
- Анонимный, 1990
- Юрий Соколов, 1992 — 9 изданий[4]
- Георгий Карпинский, 1992[5]
- Александр Новый, 1993
- Алексей Биргер, 1994
- Павел Вязников, 1999 — 15 изданий[4]
- А. Ганько[6], 2003

Впервые роман был опубликован в СССР в 1990 году в Ереване, без указания переводчика (среди поклонников цикла это издание из-за цвета обложки известно как «Малиновая „Дюна“»). За ней последовали другие анонимные машинные переводы, называемые по цвету обложки. Затем в 1992—1994 годах вышли уже 3 авторских перевода: Ю. Соколова, А. Нового, А. Биргера.
В 1999 году появился перевод Павла Вязникова, сделанный ещё в 1992 году, который стал наиболее популярным, несмотря на то, что его критикуют за странную транскрипцию имён. Там же в переводе Вязникова опубликованы приложения и его критическое эссе как переводчика «Его звали Пауль» о предыдущих переводах книги, о некачественности некоторых переводов вообще в России 1990-х и его пояснения о выборе «неканонического» перевода имён персонажей. В эссе написано о небольшом отличии качества переводов от «Малиновой „Дюны“» (предполагает о её влиянии на последующие) и приведено несколько примеров вопиющих (по его мнению) ошибок.
| Оригинал           | Малиновая «Дюна»   | «Системный»        | Ю. Соколов                    | А. Новый        | А. Биргер          | П. Вязников        | А. Ганько          |
| ------------------ | ------------------ | ------------------ | ----------------------------- | --------------- | ------------------ | ------------------ | ------------------ |
| Paul Muad’Dib      | Пол Муад Диб       | Пол Муаддиб        | Пол Myад’Диб                  | Поль Муад-Диб   | Пол Муад Диб       | Пауль Муад’Диб     | Пол Myад’Диб       |
| Atreides           | Атридесы           | Атридесы           | Атрейдесы                     | Атрейдсы        | Атридесы           | Атрейдесы          | Атридесы           |
| Leto               | Лето               | Лето               | Лето                          | Лето            | Лито               | Лето               | Лито               |
| Thufir Hawat       | Зуфир Хават        | Зуфир Хават        | Сафир Хават                   | Суфир Хайват    | Туфир Хават        | Суфир Хават        | Зуфир Хават        |
| Gurney Halleck     | Гурни Хэллек       | Гурни Хэллек       | Гарни Холлик                  | Джерни Халлек   | Гурни Хэллек       | Гурни Халлек       | Гэрни Хэллек       |
| Duncan Idaho       | Дункан Айдахо      | Дункан Айдахо      | Дункан Айдахо                 | Дункан Айдахо   | Данкан Айдахо      | Дункан Айдахо      | Дункан Айдахо      |
| Yueh               | Уйе                | Уйе                | Юэ                            | Юх              | Юи                 | Юйэ                | Юэ                 |
| Kynes (Liet)       | Кайнз (Льет)       | Кайнз (Льет)       | Кайнс (Лайет)                 | Каинз (Лит)     | Кайнз (Льет)       | Кинес (Лиет)       | Кайнз (Льет)       |
| Bene Gesserit      | Бене Гессери       | Бене Гессерит      | Дочери Гессера, Бинэ Гессерит | Бен-Джессерит   | Бене Джессерит     | Бене Гессерит      | Бене Гессерит      |
| Gaius Helen Mohiam | Гаиус Хэлен Моахим | Гайус Хэлен Моахим | Гайя-Елена Мохайем            | Елена Моиам Гай | Гаиус Хэлен Моахим | Гайя-Елена Мохийам | Гайус Хелен Мохиам |
| Feyd Rautha        | Фейд-Раус          | Фейд-Раус          | Фейд-Раута                    | Фейд-Рота       | Фейд-Рауса         | Фейд-Раута         | Фейд-Рауса         |
| Piter De Vries     | Питер де Гриз      | Питер де Гриз      | Питер де Врие                 | Питтер де Вриз  | Питер де Вриз      | Питер де Врийе     | Питер де Врис      |
| Irulan             | Ирулен             | Ирулэн             | Ирулан                        | Ирулан          | Ирулэн             | Ирулан             | Ирулан             |
| Arrakis            | Аррака             | Арраки             | Арракис                       | Аракис          | Арракис            | Арракис            | Арракис            |
| Caladan            | Келадан            | Каладан            | Каладан                       | Каладан         | Келадан            | Каладан            | Каладан            |

## Интересные факты
В 2021 году «Дюна» Фрэнка Герберта после выхода одноимённого фильма Дени Вильнёва стала самой прослушиваемой книгой в сервисе аудиокниг Storytel.
Первое издание «Дюны» считается библиографической редкостью, цена на аукционах может доходить до 10 тыс. долларов.

## Экранизации
- «Дюна» — отменённый в 1975 году после пятилетней предсъёмочной подготовки проект Алехандро Ходоровски[13][14][15].
- «Дюна» — фильм Дэвида Линча 1984 года.
- «Дюна Фрэнка Герберта» — мини-сериал канала Sci Fi Channel 2000 года.
- «Дюна: Часть первая» — фильм Дэни Вильнёва 2021 года.
- «Дюна: Часть вторая» — фильм Вильнёва 2024 года.